# الکساندر اوراها
الکساندر اوراها (عربی: اليكساندر اوراها؛ زادهٔ ۱۷ ژانویهٔ ۲۰۰۳) بازیکن فوتبال اهل عراق-انگلستان است.
وی همچنین در تیم‌های ملی فوتبال زیر ۲۳ سال عراق و عراق بازی کرده‌است.